# Sinfonía n.º 5 (Mendelssohn)

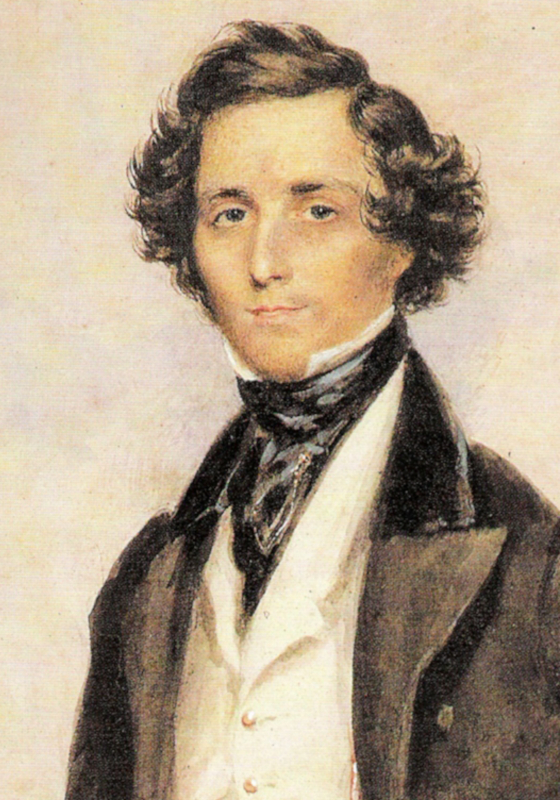
Mendelssohn en 1830.

La Sinfonía n.º 5 en re mayor, Op. 107 (MWV N 15), también conocida como Reformations-Sinfonie o Sinfonía de la Reforma, fue compuesta por Felix Mendelssohn entre 1829 y 1830.

## Historia

### Composición
La trayectoria de Mendelssohn en el género sinfónico había comenzado en su adolescencia con la Sinfonía n.º 1 Op. 11 finalizada en 1824 con 15 años. A partir de esta obra la cronología de composición no se corresponde con la numeración de las sinfonías. En 1830 completó su Sinfonía de la Reforma y en 1833 su Sinfonía italiana, hoy conocidas como su quinta y cuarta sinfonías respectivamente. Después de esto esperó siete años antes de volver al género para componer en 1840 la Sinfonía Lobgesang, hoy conocida como la segunda. La última en ser escrita fue la Sinfonía escocesa que, aunque fue ideada en 1829, fue abandonada y no se terminó hasta 1842.
La composición de este opus tuvo lugar entre el 13 de diciembre de 1829 y el 12 de mayo de 1830. Comenzó a trabajar en ella, justo después de regresar a Berlín de su primera visita a las islas británicas, un año antes de que el rey Federico Guillermo III de Prusia anunciara la celebración del tricentenario de la obra Confesiones de Augsburgo, también conocidas como Confessio Augustana. Se trata de un libro que contiene la primera exposición oficial de los principios del luteranismo y su presentación al emperador Carlos V en junio de 1530 constituye un punto de inflexión en la reforma protestante. La celebración se llevaría a cabo en junio de 1830 y tenía intención de terminar la obra en enero de este año. Pero sus problemas de salud le llevaron a tardar más de lo esperado. A finales de marzo la sinfonía aún estaba incompleta y, en un giro desfavorable de acontecimientos, Mendelssohn enfermó de sarampión. Concluyó la sinfonía en mayo pero por desgracia era demasiado tarde para que incluir la sinfonía en las celebraciones. Algunas autoridades han sugerido que el antisemitismo, cada vez más creciente entonces y especialmente en Alemania, pudo haber jugado un papel decisivo en la ausencia de la sinfonía en esta celebración. Por otro lado, Eduard Grell, un compositor exitoso que empezaba a ser aclamado en Berlín, compuso una pieza para coro masculino que quizás encajase mejor con la idea de estas celebraciones que la extensa sinfonía de Mendelssohn.
Puede parecer extraño que un compositor de origen judío eligiera la reforma protestante como tema, pero la tolerancia religiosa había sido fuerte en la familia Mendelssohn al menos desde que su abuelo, el filósofo Moses Mendelssohn, ayudó a los judíos prusianos a obtener la igualdad social. Además, Felix y sus hermanos fueron bautizados en la fe cristiana en 1816.
La partitura autógrafa de la versión original se conserva en la actualidad en la Biblioteca Estatal de Berlín y se puede consultar en línea.

### Estreno y publicación
Una vez terminada la sinfonía, François-Antoine Habeneck planeó una primera interpretación en París que también fue cancelada. En diciembre de 1831 la orquesta del Conservatorio de París debía interpretar la sinfonía, pero después de solo un ensayo los músicos se negaron a tocarla. La consideraban "demasiado didáctica, demasiado fugato e insuficiente melodía" porque contenía demasiado contrapunto y carecía de melodía. Mendelssohn, humillado por esta experiencia, quedó decepcionado con la obra. 
El estreno se celebró finalmente el 15 de noviembre de 1832 en Berlín bajo la dirección del propio compositor y después de haberla revisado en 1832. Formó parte de un concierto benéfico en la Singakademie en el que también se pudo escuchar la obertura de El sueño de una noche de verano y el Concierto para piano n.º 1 Op. 25. En su mente la obra estaba ligada por entero a la celebración para la que fue concebida, lo cual hizo que el compositor la abandonara una vez que pasó la ocasión y nunca se volvió a interpretar durante su vida.
La primera edición de la obra fue llevada a cabo de manera póstuma por la editorial N. Simrock en 1868 en Bonn, 21 años después de la muerte del compositor y ese mismo año se volvió a interpretar. En realidad, tanto el número como el Opus de esta sinfonía son erróneos respecto a la posición cronológica de las obras de Mendelssohn. Se publicó como Sinfonía n.º 5 Op. 107, aunque en realidad es la segunda de sus cinco sinfonías maduras para gran orquesta. Al haber fallecido joven, muchas de sus obras no habían sido publicadas y los números de las composiciones más allá del Op. 72 fueron fijados en función del orden en que se editaron tras su muerte.

## Instrumentación

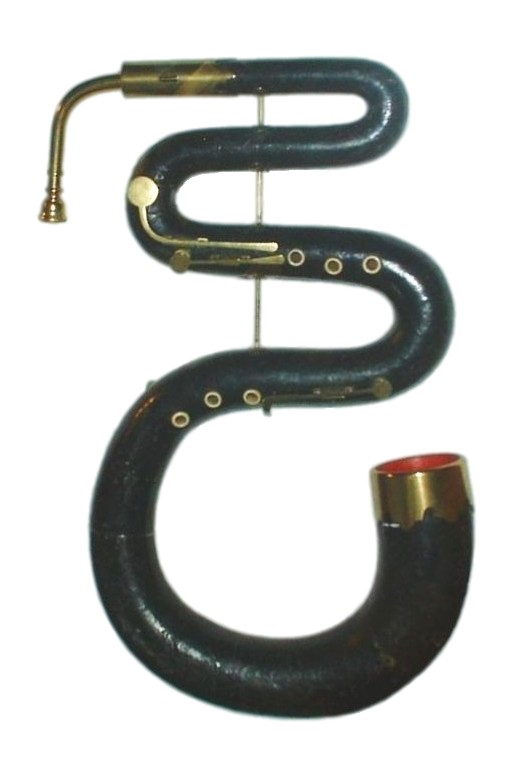
Serpentón.

La partitura está escrita para una orquesta formada por:
- Viento madera: 2 flautas, 2 oboes, 2 clarinetes, 2 fagotes, 1 serpentón (se suele tocar con contrafagot), 1 contrafagot.
- Viento metal: 2 trompas, 2 trompetas, 3 trombones.
- Percusión: timbales.
- Cuerda: una sección de cuerdas con violines I y II, violas, violonchelos y contrabajos.

## Estructura y análisis
La sinfonía consta de cuatro movimientos:
- I. Andante, en re mayor 4
4 – Allegro con fuoco, en re menor 2
2
- II. Allegro vivace, en si bemol mayor con trío en sol mayor 3
4
- III. Andante, en sol menor con final en sol mayor 2
4
- IV. Andante con moto, en sol mayor 4
4 – Allegro vivace, en sol mayor 6
8 – Allegro maestoso, en re mayor 4
4

La interpretación de esta obra dura aproximadamente 30 minutos. El primer movimiento es el de mayor duración, seguido de cerca por el último y los movimientos centrales son bastante breves, especialmente el tercero. La tonalidad de la sinfonía que figura en la portada de la partitura autógrafa de Mendelssohn es re mayor. Pero solo la introducción está escrita en re mayor, mientras que el tema principal y la fórmula cadencial del movimiento inicial están en re menor. El mismo compositor se refería a dicha sinfonía como "Sinfonía en re menor". 
La sinfonía parece sugerir un programa que describe la evolución hacia el protestantismo en Alemania. Mendelssohn introduce por primera vez el "Amén de Dresde", que es un arreglo musical de la palabra "Amén" de Johann Gottlieb Naumann que todavía aparece en los himnarios. Este motivo se oye al final de la introducción lenta del primer movimiento, y pronto reaparece al final del desarrollo. Wagner utilizaría la misma melodía en Parsifal. El Finale se basa en el coral "Ein feste Burg ist unser Gott" de Martín Lutero, y contiene otra referencia al "Amén de Dresde", que se convierte en un recurso unificador. Mendelssohn había estudiado y disfrutado con la obra de Johann Sebastian Bach desde la adolescencia, incluidas algunas de las obras vocales que en aquella época se consideraban poco prácticas. Además fue su "redescubridor", ya que en marzo de 1829 dirigió la primera interpretación de la Pasión según San Mateo desde la época de Bach. Además, él mismo había compuesto varias obras basadas en melodías de himnos o corales luteranos. En este contexto una sinfonía con un Finale basado en uno de los corales más conocidos "Ein' feste Burg ist unser Gott" debió parecer una progresión bastante natural.

### I.Andante – Allegro con fuoco

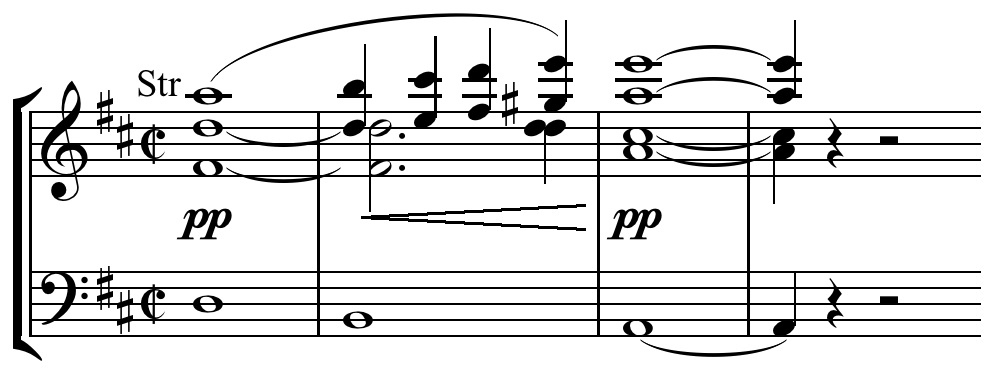
Versión del "Amén de Dresde" en el primer movimiento de la Sinfonía de la Reforma.

El primer movimiento, Andante – Allegro con fuoco, comienza en la tonalidad de re mayor y en compás de 4/4 mientras que en el Allegro pasa a un re menor con ritmo alla breve. Estructuralmente responde a la forma sonata. Se abre con una lenta introducción Andante de tipo coral, en la que el contrapunto se va rizando lentamente y parece casi como una fuga. Las fanfarrias cada vez más urgentes conducen a dos interpretaciones etéreas en las cuerdas agudas de una figuración ascendente de seis notas conocida como el "Amén de Dresde". Este motivo se escucha dos veces en las cuerdas, separado por una figura de salto en las maderas, y persiste hasta el inicio del Allegro. Se ha sugerido que esta referencia a la liturgia católica pretendía denotar la antigua iglesia acosada por la controversia, y ciertamente cuando la música se sumerge inmediatamente en el cuerpo principal del movimiento -ahora en la menor- es con un sentido de lucha y agitación. También reaparecerá antes de la reexposición. Comienza con una idea similar a un tema de la Sinfonía n.º 104 de Haydn que cubre la quinta ascendente del "Amén" con un salto en lugar de una escala. El tema secundario también deriva del motivo del "Amén". Al final de la sección central de desarrollo reaparece la figura del "Amén", esta vez dando paso a una recapitulación de tono apagado, pero que vuelve a alcanzar un clímax tormentoso. En los corales, fugas, contrapunto... se percibe el estudio por parte de Mendelssohn de la maestría de Bach.

### II.Allegro vivace
El segundo movimiento, Allegro vivace, está en si bemol mayor con el trío en sol mayor y en compás de 3/4. Difiere por completo del movimiento inicial. Es la única parte de la sinfonía que refleja el estilo ligero y delicado de Mendelssohn. Presenta una forma ternaria de scherzo con trío que adopta el patrón ABA, seguido por una breve coda. Comienza y termina en si bemol mayor, mientras que la parte central del trío está en sol mayor. El Scherzo es alegre, animado y desenfadado, pero aunque aparentemente apartado del ambiente general de la sinfonía -es más bucólico que reverencial- mantiene vínculos temáticos con los motivos de viento de madera que caen desde la apertura. Se asemeja a la música de banda y empieza con una inversión en ritmo con puntillo del motivo del "Amén". Una referencia más literal se produce en la tenue sección del trío.

### III.Andante
El tercer movimiento, Andante, está en sol menor y en compás de 2/4. Es un movimiento breve y solemne, que se centra en su mayor parte en las cuerdas. En cuanto a la tonalidad hay una breve presencia de si bemol mayor en los compases del 12 al 20. La forma recuerda más a la música vocal que a la instrumental. Se compone de melodías alternadas y episodios, con una cuasi-aria insertada después del segundo episodio y una coda de cierre. También sigue un sencillo esquema ABA, teniendo en cuenta que el primer y tercer episodios son del mismo material musical original mientras que el episodio central es contrastante. Fragmentos del "Amén" están presentes en la melodía del primer violín. Concluye con una referencia al segundo tema del movimiento inicial. Su línea de violín en forma de recitativo refuerza la sensación de que está concebido al menos a medias como introducción al Finale.

### IV.Andante con moto – Allegro vivace – Allegro maestoso

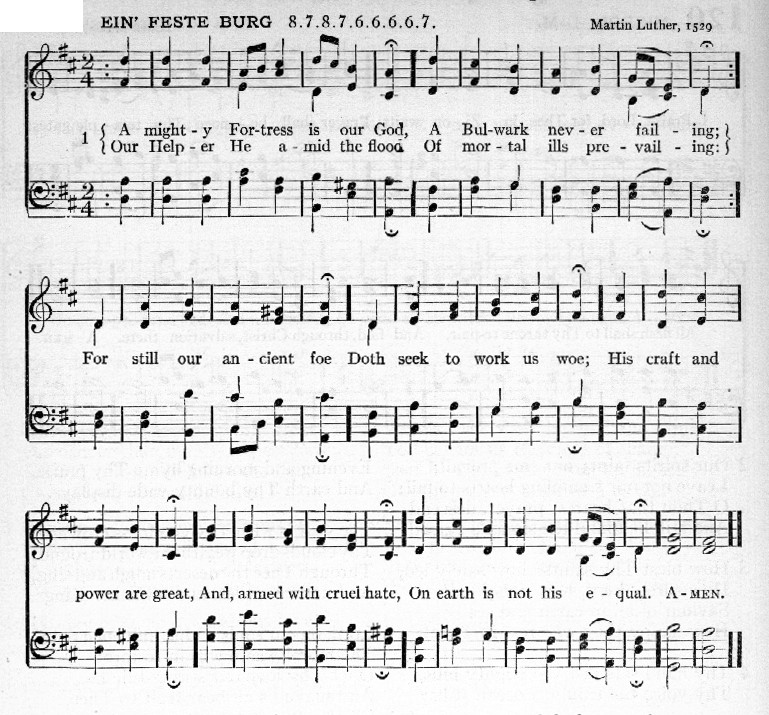
«Ein feste Burg ist unser Gott», himno original de Lutero.

El cuarto y último movimiento, Andante con moto – Allegro vivace – Allegro maestoso, está en sol mayor y en compás de 4/4. Estructuralmente combina elementos corales y variaciones de la forma sonata. Mendelssohn pasa sin pausa al Finale, que arranca con un coral instrumental introductorio basado en una versión simplificada y cálidamente armonizada de "Ein feste Burg ist unser Gott" ("Castillo fuerte es nuestro Dios") de Lutero, que hace su aparición por primera vez en un solo de flauta. Es el preludio de un movimiento de sonata en 6/8, marcado Allegro vivace, con temas propios entrelazados con apariciones ocasionales del coral, el último de los cuales lleva la obra noblemente a su fin. Contiene un tema secundario que es una inversión del tema principal del Allegro con fuoco inicial. El contrapunto es prominente en la sección de desarrollo, que trata el segundo verso del coral de Lutero, utilizándolo como cantus firmus en los metales. Al final de la estridente coda, Mendelssohn ofrece una última y clamorosa variante del coral para toda la orquesta, armonizado a la manera coral.

## La "Reforma" como música programática
La intención de Mendelssohn al hacer la sinfonía, incluyendo el "Amén de Dresde", etc. lleva a pensar que esta sinfonía es un caso más de música programática. Podríamos relacionar esto con la insatisfacción del compositor con esta sinfonía, pues encontramos detrás de esto la teoría de representación musical de A. B. Marx, que tan cercano era y tanto influenció al compositor. La sinfonía estaba diseñada como expresión musical de la teoría de Marx. Esta era: todas las grandes obras musicales se basan en una idea fundamental, la música tiene la habilidad de expresar ideas o conceptos. Un gran compositor podría incluso encapsular acontecimientos históricos dentro de una obra musical, todo el trabajo necesario era un título programático para indicar a la audiencia con qué se relaciona la música. Por consiguiente, la Reforma podría expresarse musicalmente. Mendelssohn comenzaría a ser escéptico con respecto a las ideas de su amigo, pensaba que una gran obra no necesitaría un título. Pero el problema que encontró Mendelssohn es que la sinfonía, con sus citas de temas anteriores y litúrgicamente preexistentes, no es suficientemente comprensible sin algún tipo de clave hermenéutica (lingüística) para explicar estos procedimientos no convencionales. Esto parece ser una de las raíces de la insatisfacción del compositor con la obra.

## Recepción de la obra
Tras los dos intentos fallidos de estrenar la sinfonía e incluso después del estreno que sí se materializó en Berlín, Mendelssohn no se sentía orgulloso de ella, calificándola de "animal gordo y erizado" y "una completa inadaptada". En 1838 declaró que era una obra que le gustaría destruir.
En la actualidad, aunque no es muy interpretada, goza de mayor popularidad que durante la vida del compositor. Quizás es menos conocida que sus Sinfonías n.º 3 y n.º 4, pero ofrece mucho interés a quienes quieren conocer el redescubrimiento del pasado musical de Mendelssohn, su notable odisea religiosa o la confluencia más general del cristianismo y el romanticismo musical.

## Discografía selecta
- 1962 – Mendelssohn: Symphonies Nos. 4 & 5. Orquesta Sinfónica de Boston, Charles Munch (RCA Victor).
- 1973 – Mendelssohn: 5 Symphonien. Orquesta Filarmónica de Berlín, Herbert von Karajan (DG).
- 1979 – Mendelssohn: Symphonies No. 3 Scottish; No. 4 Italian; No. 5 Reformation. Orquesta Filarmónica de Israel, Leonard Bernstein (DG).
- 1985 – Mendelssohn: 5 Symphonies, 7 Overtures. Orquesta Sinfónica de Londres, Claudio Abbado (DG).
- 1987 – Mendelssohn: Symphonies Nos. 1 & 5. Orquesta Sinfónica de la Radio de Stuttgart, Roger Norrington (Hänssler).
- 1999 – Mendelssohn: Symphonies Nos. 4 Italian (Original and revised versions) & No. 5 Reformation. Filarmónica de Berlín, John Eliot Gardiner (DG).